# 사이러스 크리스티
사이러스 실베스터 프레드릭 크리스티(영어: Cyrus Sylvester Frederick Christie, 1992년 9월 30일 ~ )는 헐 시티에서 라이트 백으로 활약하고 있는 아일랜드의 축구 선수이다. 그는 UEFA 유로 2016에서 아일랜드 축구 국가대표팀의 일원으로 발탁되었다.